# Philadelphiaexperimentet
Philadelphiaexperimentet (även känt som Project Rainbow) är ett eventuellt experiment som ska ha ägt rum runt den 28 oktober 1943 i Philadelphias hamn.  Experimentet ska ha gått ut på att göra eskortjagaren USS Eldridge ur Cannon-klassen osynlig, både för ögat och för radar.
Det allra mesta talar för att berättelsen om experimentet är en ren skröna utan verklighetsbakgrund. Amerikanska flottan vidhåller att inget sådant experiment ägt rum, och berättelsen om experimentet går inte ihop med väletablerade fakta om USS Eldridge.

## Hur experimentet sägs ha fungerat
Experimentet påstås ha varit grundat på den storförenade teori som Albert Einstein arbetade på vid den här tiden. Syftet med teorin var att förena elektromagnetism med gravitation, något som Einstein dock inte lyckades med, och som dagens fysiker fortfarande inte har lyckats med.  Någon sådan teori fanns alltså inte tillgänglig 1943, och kunde därför knappast användas för att göra saker osynliga.
Under senare år har forskare funnit sätt att tillverka en primitiv "osynlighetsmantel", men den bygger på helt andra principer och har inget med vare sig gravitation eller storförenad teori att göra.

## Filmatiseringar
Det har gjorts flertal dokumentärer och längre filmer baserade på experimentet. 1984 filmatiserades berättelsen i The Philadephia experiment (Producent Stewart Raffill).